# Porto Sant’Elpidio
Porto Sant’Elpidio – miejscowość i gmina we Włoszech, w regionie Marche, w prowincji Fermo.
Według danych na styczeń 2009 gminę zamieszkiwało 25 118 osób przy gęstości zaludnienia 1385 os./1 km².
W miejscowości jest stacja kolejowa Porto Sant’Elpidio.
17 lipca 2025 roku, podczas lotu paralotnią Felix Baumgartner stracił kontrolę nad sprzętem. Spadł do basenu w ośrodku wypoczynkowym w Porto Sant’Elpidio i zmarł na miejscu.